# Toro Assicurazioni
Toro Assicurazioni è stata una compagnia assicuratrice italiana fondata a Torino nel 1833, durante il Regno di Sardegna.

## Storia
La Toro venne fondata il 5 gennaio 1833 a Torino con il nome di Compagnia Anonima di Assicurazione contro i danni degli Incendi da esponenti del mondo finanziario laico e conservatore torinese, fra cui i Nigra, i Barbaroux, i Capello, i Vicino, insieme ad alcuni aristocratici. Il capitale sociale era di un milione e mezzo di lire sabaude. La compagnia era specializzata nel ramo incendi ed era presente, oltre che nel Regno di Sardegna, anche in Svizzera, a Milano e in altri stati italiani preunitari.
Durante il corso dell'Ottocento la compagnia crebbe, ma mantenendo una politica aziendale molto prudente. Vennero istituite agenzie in tutto il nuovo regno.
All'inizio del Novecento, durante la presidenza di Eugenio Pollone, i soci banchieri persero importanza nella gestione dell'azienda e invece la acquisirono i dirigenti. Sotto la successiva presidenza di Emanuele Capriolo la compagnia estese la propria attività entrando in altri rami assicurativi, dagli infortuni (1921) alla responsabilità civile (1922), dai furti (1925) al ramo vita (1928), dalla grandine (1929) ai guasti (1930) e perciò cambiò nome in Compagnia Anonima d'Assicurazioni di Torino. In tale occasione il capitale passò a tre milioni di lire ed entrarono nuovi soci provenienti dall'imprenditoria torinese, come Carlo Ruffini e Alberto Regis.
Nel 1945 divenne presidente Carlo Ruffini, che era di fatto l'azionista di controllo dal 1922 e che nel 1953 decise di costruire la nuova sede della compagnia in Via Arcivescovado, su progetto dell'architetto Emilio Decker. Nel 1955 il capitale fu aumentato a due miliardi di lire. Fra i nuovi soci era rilevante il tessile biellese Lucio Zanon.
Nel 1960 la Toro fu quotata anche alle borse di Milano e Genova e nel 1974 prese il nome di Toro Assicurazioni.
La compagnia rimase nelle mani di esponenti delle famiglie bene di Torino fino al 1976, quando fu scalata dal Banco Ambrosiano di Roberto Calvi, che la pose sotto il controllo de La Centrale, la holding del gruppo. Calvi gestì la Toro insieme alle famiglie Zanon e Acutis e in questo periodo il capitale sociale fu portato a cinquantacinque miliardi.
Dopo il crac dell'Ambrosiano la Toro, che era in ottima salute, fu rilevata nel 1983 dalla Ifil degli Agnelli grazie all'iniziativa di Carlo Acutis, che della Toro era amministratore delegato sin dal 1969. Durante la gestione FIAT, nel 1996 venne acquisita la Nuova Tirrena di Roma.
Poi 20 anni dopo, nel 2003, il Gruppo Agnelli la cedette alla De Agostini. Nel 2006 la Toro venne acquistata dal Gruppo Assicurazioni Generali insieme alle altre compagnie che erano state della FIAT: Augusta Assicurazioni, Lloyd Italico e Difesa Automobilistica Sinistri.
Toro Assicurazioni nel 2009 cede tutte le attività assicurative ad Alleanza Toro, società assicuratrice nata in seguito alla fusione per incorporazione di Toro e Alleanza Assicurazioni in Generali. Il 31 dicembre 2013 le attività pertinenti al marchio Toro assicurazioni sono state nuovamente separate da Alleanza Assicurazioni e sono state conferite a Generali Italia.